# هرمان هايس
هرمان هايس (بالألمانية: Hermann Heiß)‏ هو ملحن ألماني، ولد في 29 ديسمبر 1897 في دارمشتات في ألمانيا، وتوفي بنفس المكان في 6 ديسمبر 1966.

## وصلات خارجية
- هرمان هايس على موقع أوليمبيديا (الإنجليزية)
- هرمان هايس على موقع ميوزك برينز (الإنجليزية)
- هرمان هايس على موقع ديسكوغز (الإنجليزية)